# Exercício Alcora
Exercício Alcora ou simplesmente Alcora foi uma aliança militar secreta entre a África do Sul, Portugal e a Rodésia, formalmente em vigor, entre 1970 e 1974. O código "Alcora" é um acrônimo para "Aliança Contra como Rebeliões em África".
A meta oficial de Exercício foi investigar os processos e os meios pelos quais a cooperação entre os três países poderia enfrentar a ameaça mútua para seus territórios na África Austral. O objectivo imediato era o de enfrentar os movimentos revolucionários que lutaram guerras de guerrilha contra as autoridades portuguesas em Angola e Moçambique, para limitar a propagação da ação desses movimentos no Sudoeste Áfricano e na Rodésia e para preparar a defesa territórios dos portugueses, sul-africanos e rodésianos  contra uma agressão por parte de governos hostis-africanos e dos países vizinhos.
Alcora foi a formalização de acordos informais de cooperação militar entre os comandos militares portugueses, sul-africanos e rodésianos que haviam sido colocadas em prática a partir de meados da década de 1960. Alcora foi mantida em segredo e referido como um exercício (não de uma aliança ou tratado), principalmente devido à pressão do Governo português, que temia internos e externos de questões políticas e, em seguida, seriam levantadas se ele aparecesse associado com o Apartheid, regime da África do Sul e a minoria de governante na Rodésia, em uma contradição com  a doutrina portuguesa de existência de igualdade racial, em Angola e Moçambique.
Respeitando o Alcora a África do Sul, Portugal e a Rodésia cooperaram na Guerra de Independência de Angola, a Guerra de Independência de Moçambique, na Guerra sul-africana na fronteira e na Guerra Civil da Rodésia.
A aliança entrou em colapso devido à Revolução dos Cravos de 25 de abril de 1974 e a subsequente independência de Angola e Moçambique que se seguiram.